# Santuario Nishinomiya
El santuario Nishinomiya (西宮神社 Nishinomiya jinja?) es un santuario sintoísta en Nishinomiya, en la prefectura de Hyōgo, Japón. Es el santuario principal de la secta Ebisu y cuenta con más de 3 500 templos secundarios. Los lugareños llaman al santuario "Ebessan".

## Historia
No se conoce con certeza la fecha de establecimiento del santuario. Sin embargo, se registra que ya estaba en el mismo lugar, bajo el nombre de Ebisu-sha, y atraía a muchos devotos durante el período Heian. Durante muchos siglos fue conocido como Nangu-sha, el "Santuario del Sur", en referencia a su condición de templo secundario del santuario Hirota, que se encuentra al norte en Nishinomiya. El propio Santuario Nishinomiya tenía una relación similar con el santuario Koshikiiwa, a veces se llamado Kita no Ebisu, que significa el "Ebisu del Norte".

## Objetos de culto

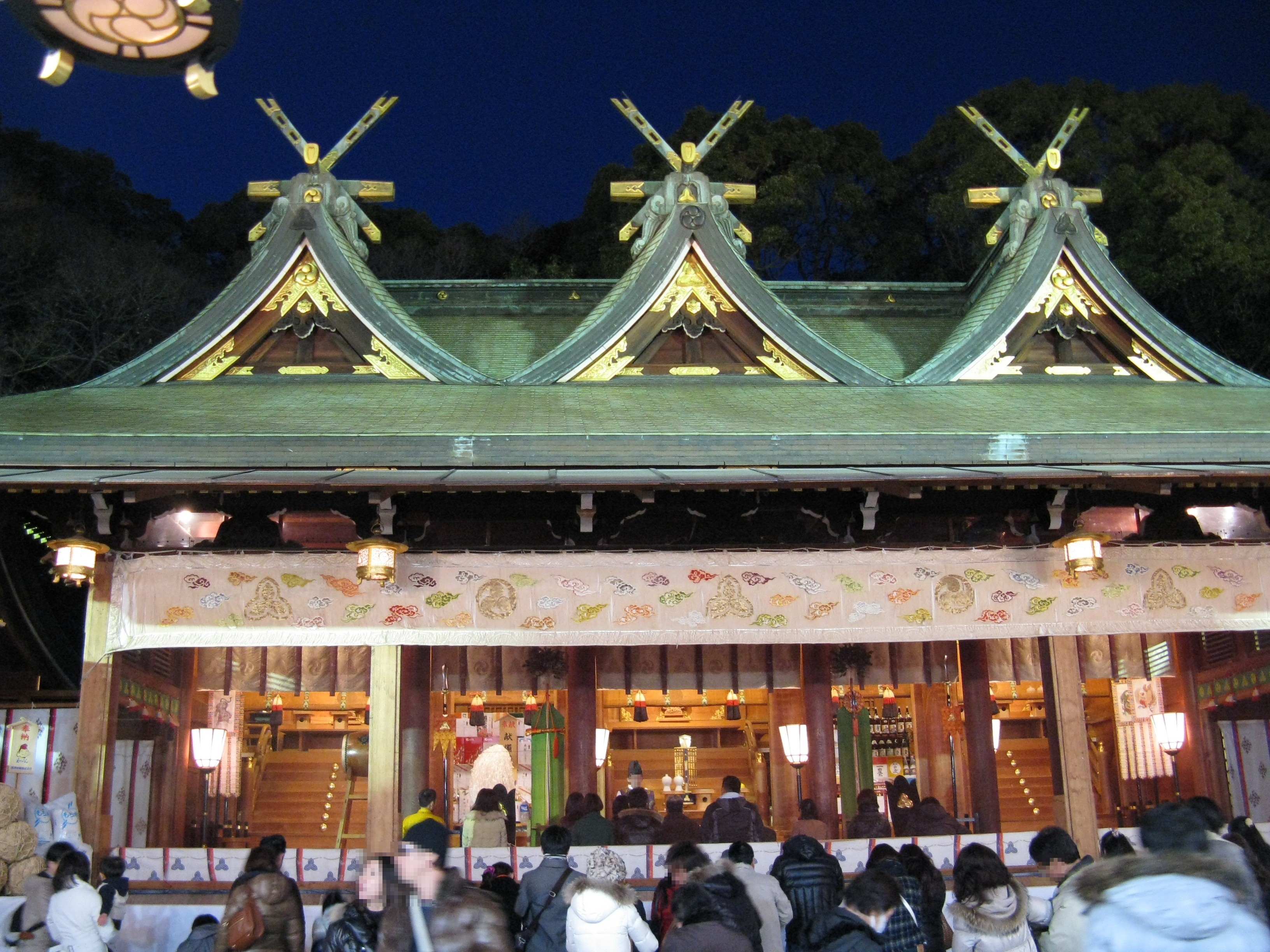
El honden (salón principal) del santuario

La institución tiene tres pequeños santuarios interiores, y cada uno venera a distintos kami. El primer santuario interior se dedica a Nishinomiya-Ōkami, o Ebisu-no-mikoto, es decir, Ebisu. Los kami del segundo santuario son Amaterasu-Ōmikami y Ōkuninushino-Mikoto. La deidad del tercer santuario es Susanoo-no-Mikoto.

## Festival

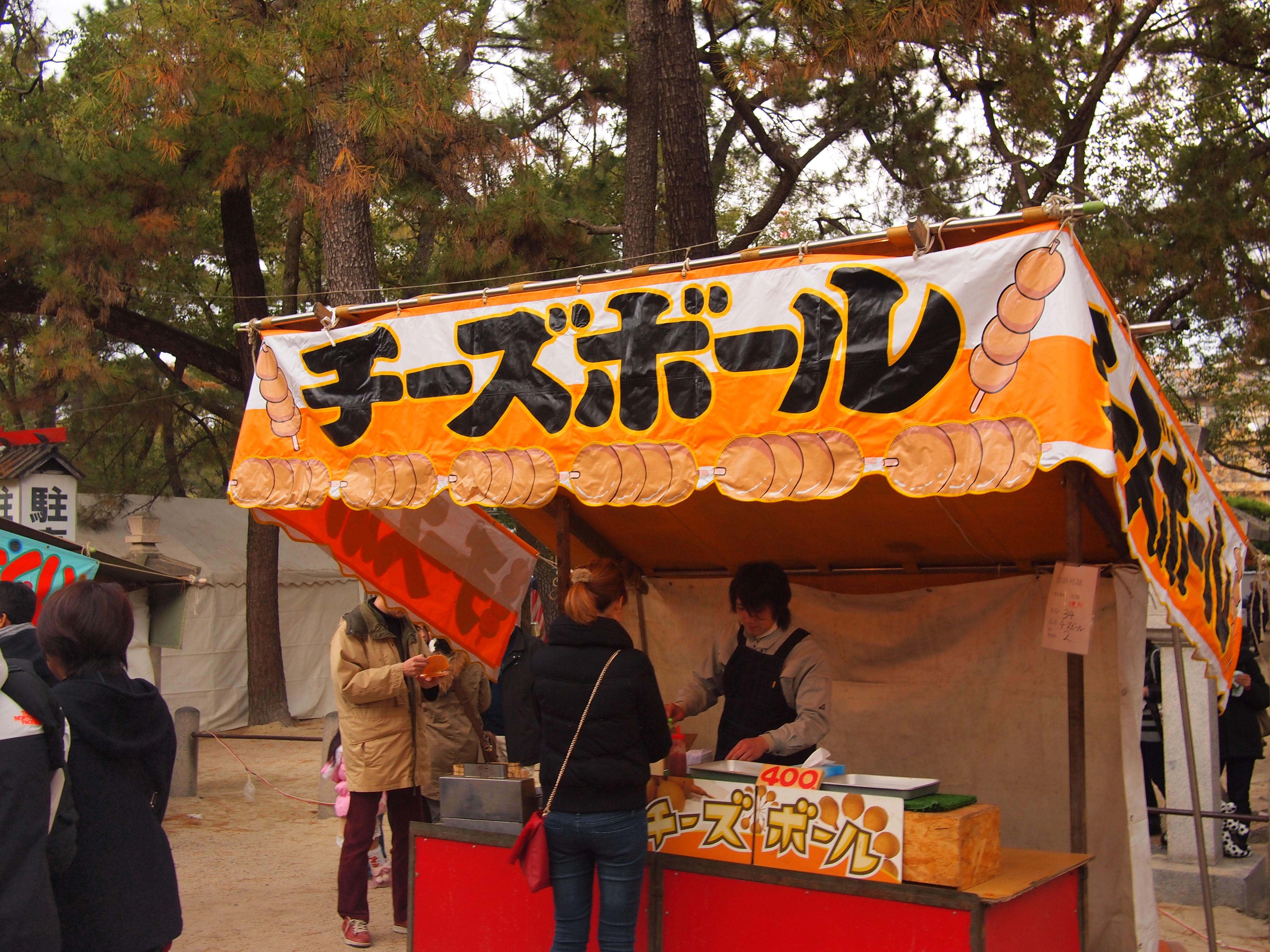
Un puesto en los alrededores del templo

Es famoso por el festival Tōka-Ebisu, que se celebra entre el 9 y el 11 de enero de cada año. El octavo día antes del festival un atún (al cual se le adhieren monedas) es ofrecido al kami del santuario. Entre las celebraciones, destaca especialmente la carrera "Hombre Afortunado". Iniciada durante el período Edo, los participantes se reúnen frente a la puerta principal del santuario antes de las 6 de la mañana del 10 de enero. A esta hora suena el tambor del santuario, se abren las puertas y la multitud reunida corre peligrosamente 230 metros hacia la sala principal. Los tres primeros clasificados reciben el título de "Hombre Afortunado", y de esos tres, el campeón es conocido como "El hombre más afortunado". Se sabe que la carrera atrae a más de 6 000 corredores.